# Kamniško sedlo
Kamniško sedlo (tudi Jermanova vrata, ljudsko tudi Sedlo) je 1903 m visok preval v Kamniško-Savinjskih Alpah.
Tik pod grebenom je Koča na Kamniškem sedlu, priljubljena postojanka v poletnih mesecih.
Sedlo na zahodu omejuje Brana, na vzhodu pa Planjava. Proti jugu zložno pada proti zatrepu doline Kamniške Bistrice, na severu pa se strmo spušča v Logarsko dolino. 
Legenda o Jermanu pravi, da je bil divji lovec, ki je poznal vse gorske poti. Ko so Turki napadli Celovec, je kranjsko vojsko vodil po najkrajši poti prek Kamniškega sedla in s tem rešil Celovec. Zato so v zahvalo poimenovali preval po njem.  

## Dostopi
- 3.30 h: od Doma v Kamniški Bistrici (601 m)
- 1:30 h: od Frischaufovega doma na Okrešlju (1396 m)

## Prehodi
- 6 h: do Cojzove koče na Kokrskem sedlu (1793 m) čez Tursko goro
- 3 h: do Kocbekovega doma na Korošici (1808 m) pod Planjavo

## Vzponi na vrhove
- 1.30 h: Brana (2252 m)
- 2 h: Planjava (2394 m)
- 4 h: Ojstrica (2350 m) pod Planjavo, čez Škarje
- 2.30 h: Turska gora (2251 m)